# Eophileurus nilgirensis
Eophileurus nilgirensis är en skalbaggsart som beskrevs av Gilbert John Arrow 1908. Eophileurus nilgirensis ingår i släktet Eophileurus och familjen Dynastidae. Inga underarter finns listade i Catalogue of Life.